# 川井地域バス

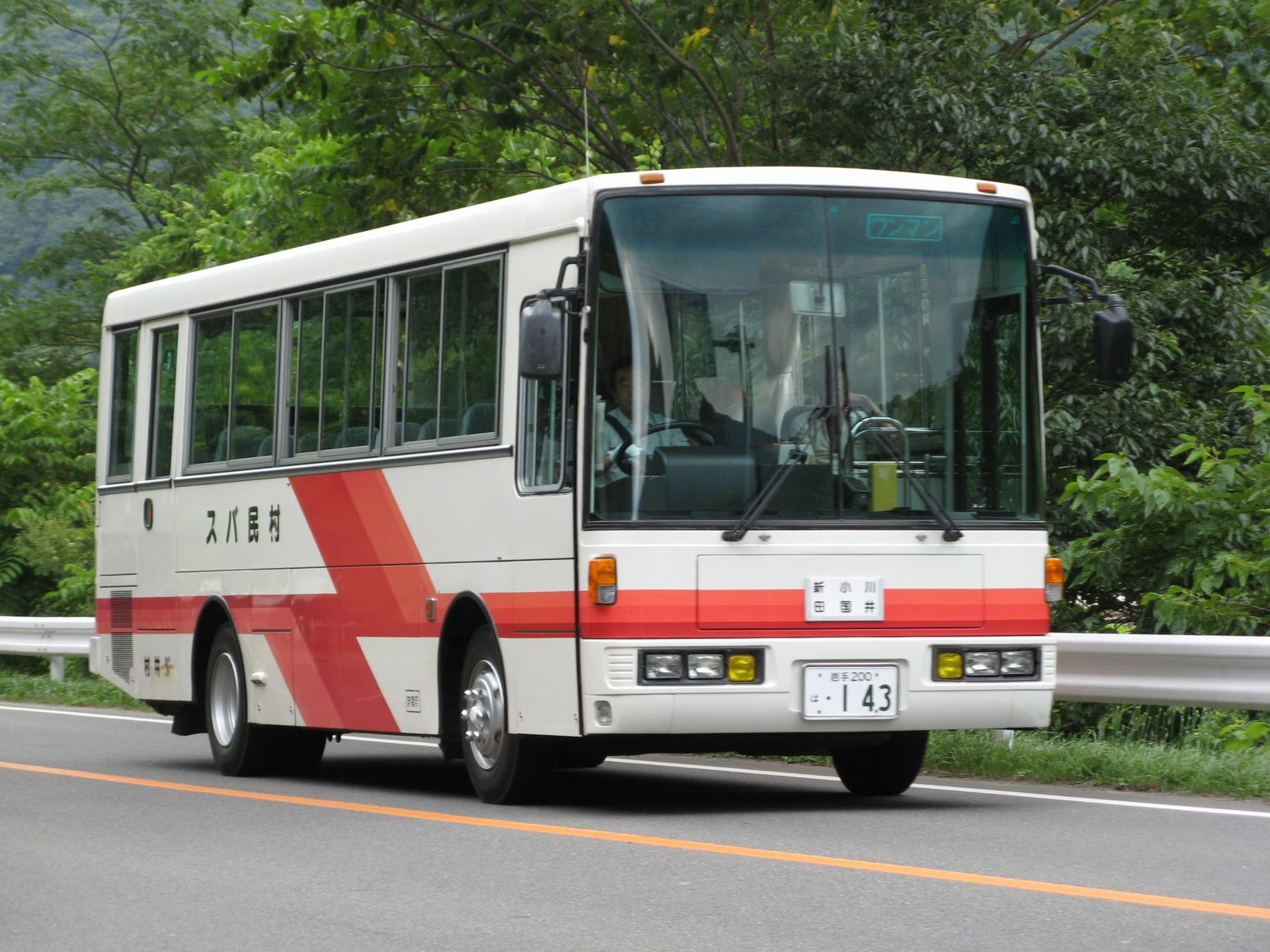
明神下バス停付近にて

川井地域バス（かわいちいきバス）は、岩手県宮古市（旧下閉伊郡川井村）が運営する廃止代替バス（自治体バス）。市所有の白ナンバーバスを使用し、運転業務は川井交通に委託している。川井村時代は川井村営バスという名称であったが村の例規では「村民バス条例」となっており、村民バスと呼ばれていた。また、東北地方では初の自治体運営バスである。

## 沿革
- 1952年（昭和27年）6月2日 - 国鉄バス遠野北線上組町（遠野） - 茂市間68km運行開始。
- 1975年（昭和50年）10月1日 - 国鉄バス廃止代替として岩手県内で初めての自治体バス川井村営バス陸中川井 - 新田車庫間（小国線）26km運行開始。
- 1977年（昭和52年）4月15日 - 村営バス門馬線運行開始。
- 1978年（昭和53年）10月2日 - 村営バス遠野線運行開始。
- 1979年（昭和54年）2月1日 - 国鉄バス遠野北線恩徳 - 岩手小国 - 陸中川井間廃止。
- 2004年（平成16年）4月1日 - 村営バス遠野線廃止。
- 2005年（平成17年）4月1日 - 村営バス門馬線廃止。
- 2010年（平成22年）1月1日 - 川井村が宮古市に編入されたことに伴い、川井地域バスに名称変更。
- 2021年 (令和3年) 11月1日 - 川井診療所への患者輸送バスをコミュニティバス化し、川井地域バス「やっほう号」として6路線の運行を開始[1][2]。

## 川井地域バス
朝に江繋の車庫を出庫し、夜に入庫する運用が組まれているが、折返し待機は基本的には川井で行われ、陸中川井駅に隣接するスクールバス等の車庫に入庫する。

### 小国線
- 川井 - 江繋 - 小国 - 道又経由または大仁田経由へ直通
- 川井 - 江繋 - 小国
- 江繋 - 小国 - 大仁田経由へ直通
  - 江繋 - 小国はフリー乗降区間

### 道又経由
- 小国線より - 小国 - 高森 - 道又 - 新田
  - 全区間フリー乗降区間

### 大仁田経由
- 小国線より - 小国 - 関根 - 大仁田 - 新田
  - 全区間フリー乗降区間

### 川内線
- 川井 - 片巣 - 箱石- 鈴久名 - 川内 - やまびこ館

## やっほう号
2021年11月1日に患者輸送バスが川井地域バスに統合され新設。上記のバス路線とは異なり運行日が限られている。

### 区界線
- 陸中川井駅 - 片巣 - 箱石 - 箱石駅前 - 平津戸駅前 - 松草駅前 - 区界バス停

平日の火曜日のみ1.5往復運行。

### 桐内線
- 陸中川井駅 - 戸草 - 桐内

平日の月曜日のみ1.5往復運行。

### 新田線
- 陸中川井駅 - 戸草 - 小国 - 関根 - 大仁田 - 新田

平日の水曜日のみ1.5往復運行。

### 道又線
- 陸中川井駅 - 戸草 - 永田 - 小国 - 道又

平日の金曜日のみ1.5往復運行。

### 蟇目川井線
- 陸中川井駅 - 腹帯駅 - 茂市バス停 - 蟇目バス停

新里地域バス蟇目川井線と共同運行。
平日の水曜日のみ1.5往復運行。蟇目→川井便は月曜日から金曜日までの平日に片道運行。

### 夏屋線
- 陸中川井駅 - 川内 - やまびこ館 - 夏屋終点

平日の木曜日のみ1.5往復運行。

## 廃止路線
遠野線
- 新田 - 恩徳

門馬線
- 葛部沢口 - 平津戸駅口 - 松草 - 田代 - 区界

## 他交通機関との接続

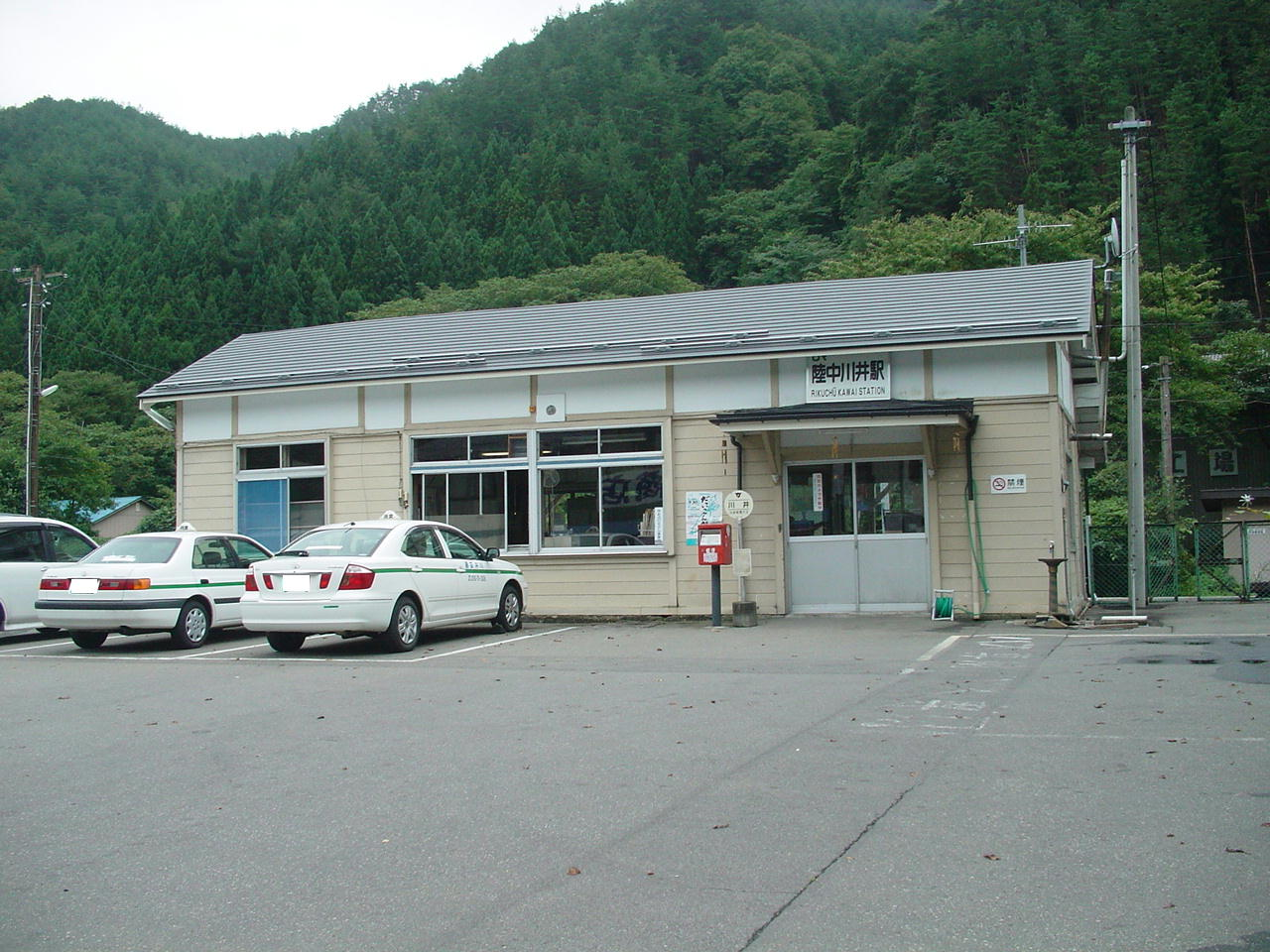
JR陸中川井駅駅舎と川井地域バス「川井」停留所

- 国道106号上で岩手県北バスの106急行バスと路線重複している。
  - 但し、乗り換え可能な箇所は「中川井」（岩手県北バス「川井」停留所）、「箱石バス停」（岩手県北バス「箱石」停留所）、「平津戸」（岩手県北バス「平津戸」停留所）、「松草バス停」（岩手県北バス「松草」停留所）、「区界バス停」（岩手県北バス「区界」停留所）、「腹帯バス停」（岩手県北バス「腹帯」停留所）、「茂市バス停」（岩手県北バス「茂市」停留所）、「蟇目バス停」（岩手県北バス「蟇目」停留所）の8箇所である。
- 始発の「川井」停留所は、東日本旅客鉄道（JR東日本）山田線の陸中川井駅前である。岩手県北バス「川井」バス停までは、閉伊川を渡って400mほど歩く。
- 村営バスが恩徳まで運行していた頃は、恩徳で国鉄バス遠野北線（民営化後JRバス東北遠野北線、のち早池峰バス）と連絡していた。恩徳 - 遠野は現在も岩手県交通（遠野市より受託）により運行が継続されている。

## 川井村営バス時代の車両

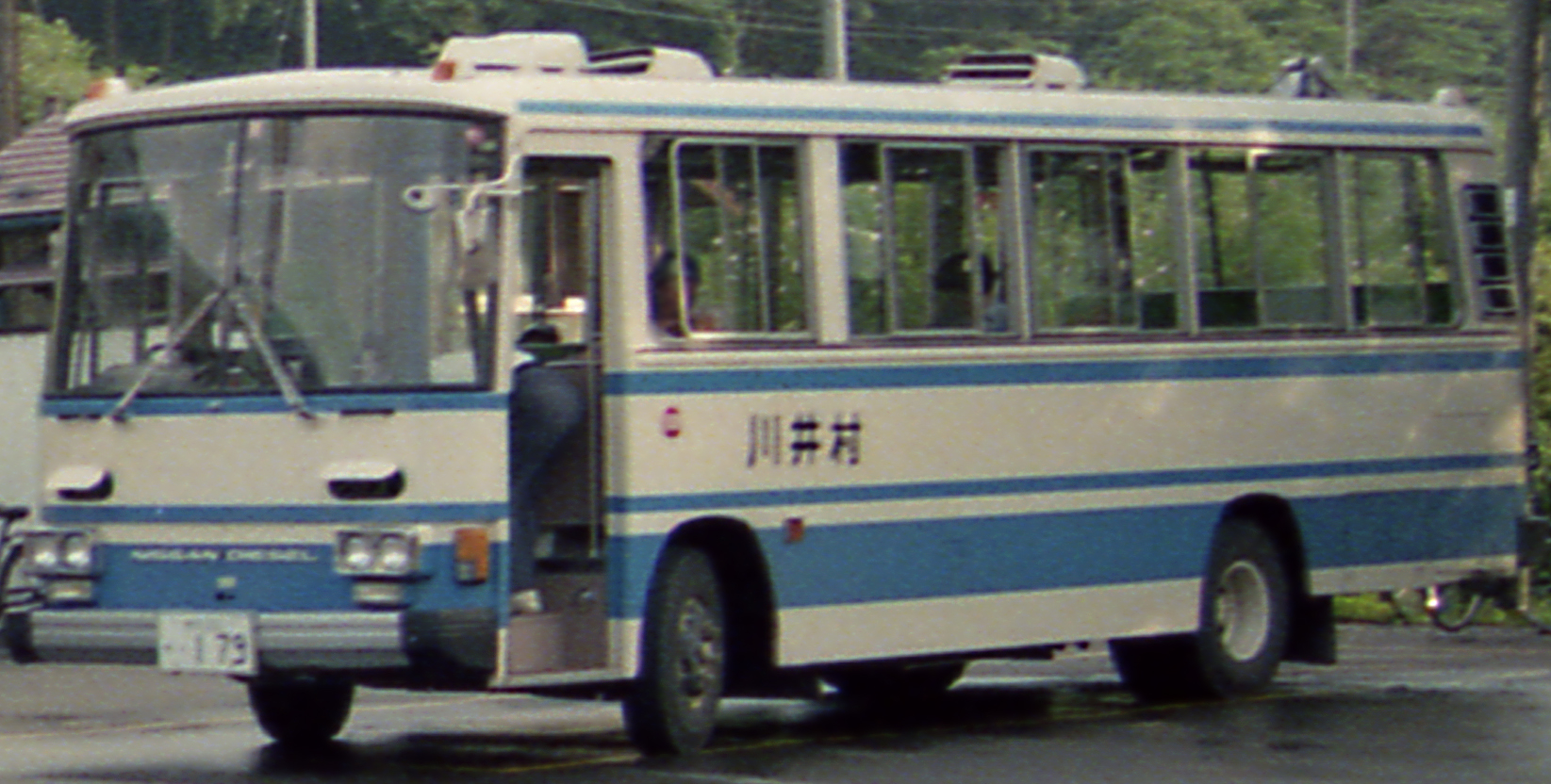
1992年当時の車両 （小国線）
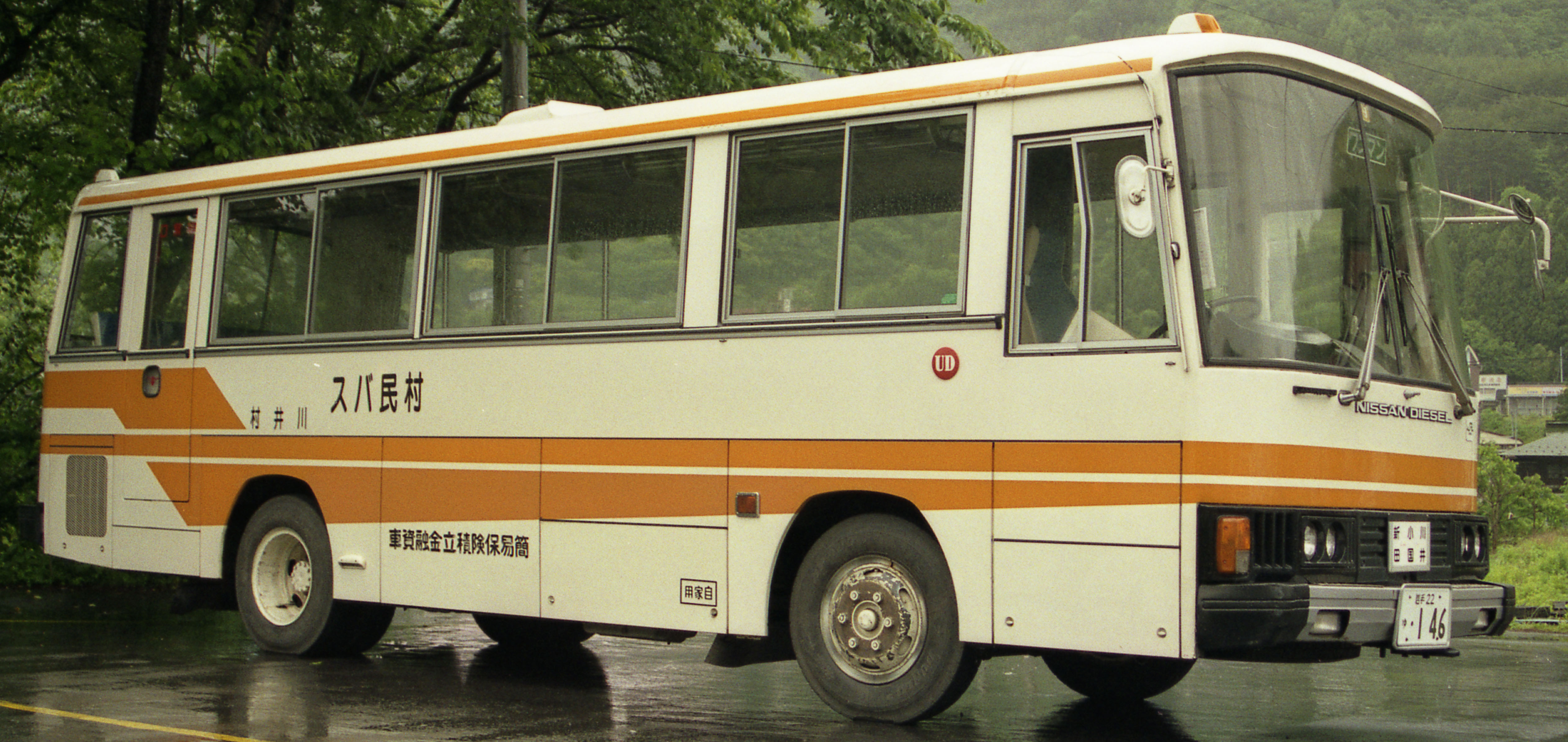
1998年当時の車両 （小国線）
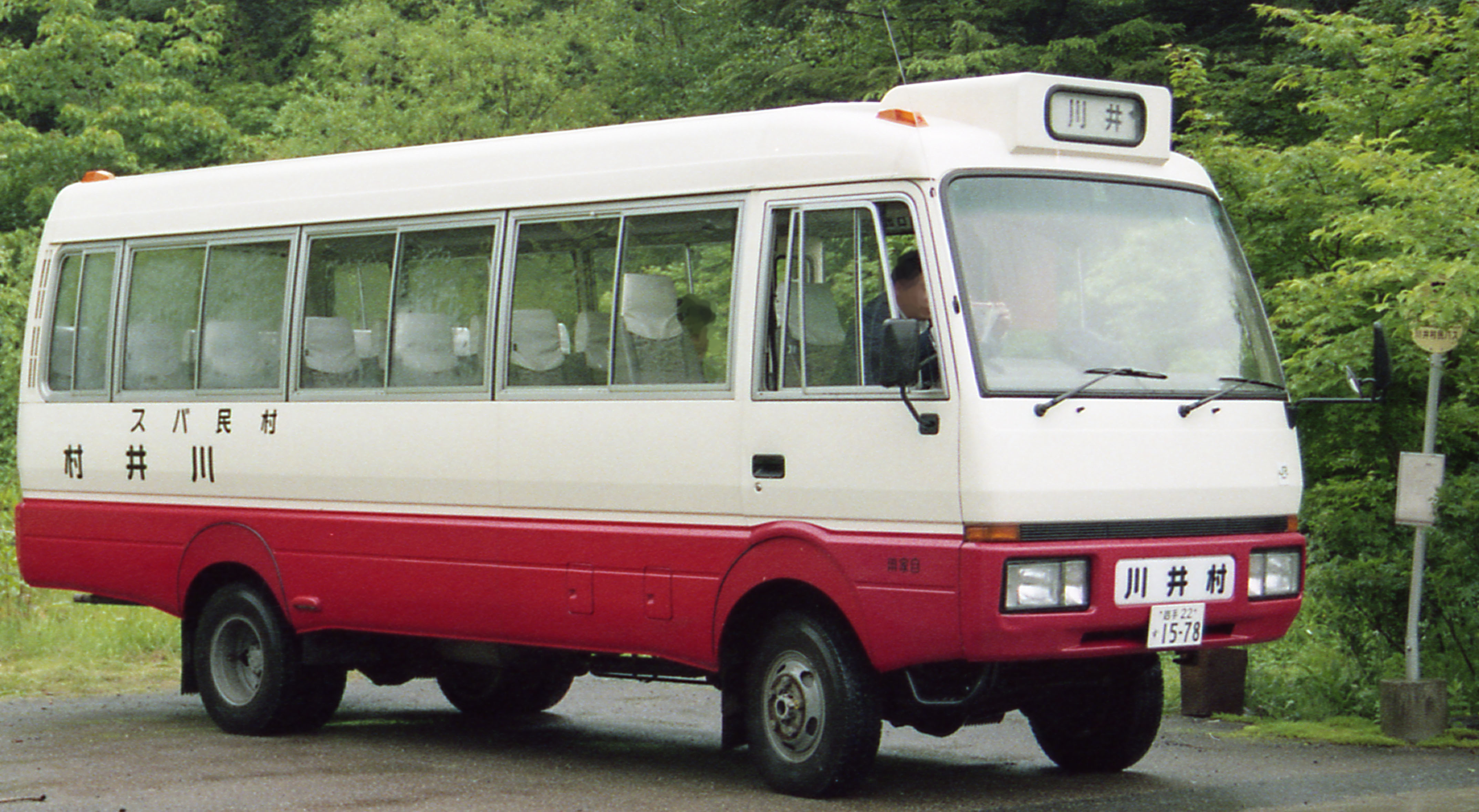
1998年当時の車両 （恩徳乗入れ便）

## 運賃
- 料金
  - 大人 100円　（障がい者等　50円）
  - 小児　50円　（障がい者等　30円）
- 回数券[3]
  - 新里地域バスでの利用も可能。12枚綴り。新里・川井総合事務所、バス車内で販売されている。　
  - 大人 (中学生以上)　1,000円　（障がい者等　500円）
  - 小児 (小学生・幼児)　500円　（障がい者等　300円）